# 20 Aquilae
Désignations
20 Aquilae (en abrégé 20 Aql) est une étoile variable irrégulière de la constellation de l'Aigle, située à ∼ 920 a.l. (∼ 282 pc) de la Terre.